# Новая Михайловка (Башкортостан)
Но́вая Миха́йловка (баш. Яңы Михайловка) — деревня в Салаватском районе Республики Башкортостан Российской Федерации. Входит в состав Малоязовского сельсовета. 

## География

### Географическое положение
Расстояние до:
- районного центра (Малояз): 5 км,
- центра сельсовета (Татарский Малояз): 5 км,
- ближайшей ж/д станции (Кропачёво): 34 км.

## Население
| 2002 | 2009 | 2010 |
| ---- | ---- | ---- |
| 14   | ↗15  | ↘7   |

Национальный состав
Согласно переписи 2002 года, преобладающие национальности — башкиры (29 %), русские (28 %).